# Leordina
Leordina (jiddisül לרדינה) falu Romániában, Máramaros megyében, a történeti Máramarosban, Leordina község központja.

## Fekvése
Máramarosszigettől 44 kilométerre délkeletre, a Visó partján fekszik.

## Nevének eredete
Neve talán a 'medvehagyma' jelentésű román leordă szóból származik. Először 1411-ben említették Lewrgyna és Leorgina alakban. Lehetséges, hogy azonos az 1373-ban Visso néven említett falvak egyikével. Nevét a helységnévrendezés idején a Leordinay családra való hivatkozással hagyták változatlanul.

## Története
Területe 1353-ban Bogdán vajda uradalmához tartozott. 1411-ben a Dolhai család kapta meg, és a következő évszázadokban annak Leordinai (Urda) nevű utódai birtokolták. 1479-ben David presbiter Ruthenorum néven említették papját, tehát jobbágyságának egy része vagy egésze akkor ruszin etnikumú volt. A következő évszázadban bizonytalan nyelvű, a 17. században már román volt. 1720-ban tizenkét nemesi és négy jobbágytelket írtak össze benne.
Görögkatolikus parókiája 1809-ben alakult. Első zsidó lakói 1800 körül érkeztek Galíciából. 1850 körül már zsinagógájuk volt. Vallásilag a máramarosszigeti haszid Teitelbaum rabbikhoz kötődtek. 1944-ben tábori csendőr alakulat állomásozott itt. Keren Antal 1944 szeptemberében felgyújtatta a falut, ahol sok szökött román és zsidó munkaszolgálatos rejtőzött. A tűzben háromszáz román és száz zsidó munkaszolgálatos vesztette életét.
1838-ban 585 görögkatolikus, 59 zsidó és 26 római katolikus vallású lakosa volt.
1910-ben 1669 lakosából 1309 volt román, 315 német (jiddis) és 34 ruszin anyanyelvű; 1351 görögkatolikus és 300 zsidó vallású.
2002-ben 2593 lakosából 2584 volt román nemzetiségű; 2250 ortodox és 295 adventista vallású.

## Gazdasága
- A községben négy faipari cég működik.

## Közlekedés
A települést érinti a Szálva–Alsóvisó–Visóvölgy–Máramarossziget-vasútvonal.

## Nevezetességek
- Első világháborús német katonai temető tizenkét sírral.